# Olympische Sommerspiele 1952/Kanu
Bei den Olympischen Sommerspielen 1952 in der finnischen Hauptstadt Helsinki wurden insgesamt neun Kanuwettbewerbe ausgetragen, davon acht für Männer und einer für Frauen.

## Bilanz

### Medaillenspiegel
| Platz | Land               | Gold | Silber | Bronze | Gesamt |
| ----- | ------------------ | ---- | ------ | ------ | ------ |
| 1     | Finnland           | 4    | 1      | 1      | 6      |
| 2     | Schweden           | 1    | 3      | –      | 4      |
| 3     | Tschechoslowakei   | 1    | 1      | 1      | 3      |
| 4     | Frankreich         | 1    | –      | 1      | 2      |
| 5     | Dänemark           | 1    | –      | –      | 1      |
| 5     | Vereinigte Staaten | 1    | –      | –      | 1      |
| 7     | Ungarn             | –    | 2      | 1      | 3      |
| 8     | Österreich         | –    | 1      | 1      | 2      |
| 9     | Kanada             | –    | 1      | –      | 1      |
| 10    | BR Deutschland     | –    | –      | 3      | 3      |
| 11    | Sowjetunion        | –    | –      | 1      | 1      |

### Medaillengewinner
| Konkurrenz               | Gold                                   | Silber                                          | Bronze                                        |
| ------------------------ | -------------------------------------- | ----------------------------------------------- | --------------------------------------------- |
| Einer-Kajak 1000 m       | Gert Fredriksson                       | Thorvald Strömberg                              | Louis Gantois                                 |
| Einer-Kajak 10.000 m     | Thorvald Strömberg                     | Gert Fredriksson                                | Michel Scheuer                                |
| Zweier-Kajak 1000 m      | Finnland Kurt Wires Yrjö Hietanen      | Schweden Lars Glassér Ingemar Hedberg           | Österreich Maximilian Raub Herbert Wiedermann |
| Zweier-Kajak 10.000 m    | Finnland Kurt Wires Yrjö Hietanen      | Schweden Gunnar Åkerlund Hans Wetterström       | Ungarn Ferenc Varga József Gurovits           |
| Einer-Canadier 1000 m    | Josef Holeček                          | János Parti                                     | Olavi Ojanperä                                |
| Einer-Canadier 10.000 m  | Frank Havens                           | Gábor Novák                                     | Alfréd Jindra                                 |
| Zweier-Canadier 1000 m   | Dänemark Peder Rasch Finn Haunstoft    | Tschechoslowakei Jan Brzák-Felix Bohumil Kudrna | BR Deutschland Egon Drews Wilfried Soltau     |
| Zweier-Canadier 10.000 m | Frankreich Georges Turlier Jean Laudet | Kanada Kenneth Lane Donald Hawgood              | BR Deutschland Egon Drews Wilfried Soltau     |

| Konkurrenz        | Gold        | Silber            | Bronze      |
| ----------------- | ----------- | ----------------- | ----------- |
| Einer-Kajak 500 m | Sylvi Saimo | Gertrude Liebhart | Nina Sawina |

## Ergebnisse

### Männer

#### Einer-Kajak1000 m
| Platz | Land | Sportler             | Zeit (min) |
| ----- | ---- | -------------------- | ---------- |
| 1     | SWE  | Gert Fredriksson     | 4:07,9     |
| 2     | FIN  | Thorvald Strömberg   | 4:09,7     |
| 3     | FRA  | Louis Gantois        | 4:20,1     |
| 4     | NED  | Wim van der Kroft    | 4:20,8     |
| 5     | GER  | Meinrad Miltenberger | 4:21,6     |
| 6     | TCH  | Lubomír Vambera      | 4:24,0     |
| 7     | BEL  | Hendrik Verbrugghe   | 4:25,0     |
| 8     | URS  | Lew Nikitin          | 4:26,2     |

Teilnehmer aus dem deutschsprachigen Raum:
 Herbert Schreiner (11.)
 Hansruedi Engler (18.)
 Roland Licker (20.)

#### Einer-Kajak 10.000 m
| Platz | Land | Sportler                | Zeit (min) |
| ----- | ---- | ----------------------- | ---------- |
| 1     | FIN  | Thorvald Strömberg      | 47:22,8    |
| 2     | SWE  | Gert Fredriksson        | 47:34,1    |
| 3     | GER  | Michel Scheuer          | 47:54,5    |
| 4     | DEN  | Ejvind Hansen           | 47:58,8    |
| 5     | NOR  | Hans Martin Gulbrandsen | 48:12,9    |
| 6     | TCH  | Miloš Pech              | 48:25,8    |
| 7     | URS  | Iwan Sotnykow           | 48:36,8    |
| 8     | NED  | Jochem Bobeldijk        | 49:36,2    |

Weitere Teilnehmer aus dem deutschsprachigen Raum:
 Alfred Schmidtberger (9.)
 Raymond Kamber (16.)
 Léon Roth (17.)

#### Zweier-Kajak1000 m
| Platz | Land | Sportler                      | Zeit (min) |
| ----- | ---- | ----------------------------- | ---------- |
| 1     | FIN  | Kurt Wires Yrjö Hietanen      | 3:51,1     |
| 2     | SWE  | Lars Glassér Ingemar Hedberg  | 3:51,1     |
| 3     | AUT  | Max Raub Herbert Wiedermann   | 3:51,4     |
| 4     | GER  | Gustav Schmidt Helmut Noller  | 3:51,8     |
| 5     | NOR  | Ivar Mathisen Knut Østby      | 3:54,7     |
| 6     | FRA  | Maurice Graffen Marcel Renaud | 3:55,1     |
| 7     | HUN  | István Granek János Kulcsár   | 3:55,1     |
| 8     | NED  | Cornelis Koch Jan Klingers    | 3:55,8     |

Weitere Teilnehmer aus dem deutschsprachigen Raum:
 Heinrich Heß & Kurt Zimmer (13.)
 Anton Kuster & Hans Straub (17.)
 Johnny Lucas & Léon Roth (18.)

#### Zweier-Kajak 10.000 m
| Platz | Land | Sportler                                | Zeit (min) |
| ----- | ---- | --------------------------------------- | ---------- |
| 1     | FIN  | Kurt Wires Yrjö Hietanen                | 44:21,3    |
| 2     | SWE  | Gunnar Åkerlund Hans Wetterström        | 44:21,7    |
| 3     | HUN  | Ferenc Varga József Gurovits            | 44:26,6    |
| 4     | AUT  | Max Raub Herbert Wiedermann             | 44:29,1    |
| 5     | NOR  | Ivar Mathisen Knut Østby                | 45:04,7    |
| 6     | GER  | Karl-Heinz Schäfer Meinrad Miltenberger | 45:15,2    |
| 7     | TCH  | Rudolf Klabouch Bedřich Dvořák          | 45:39,6    |
| 8     | DEN  | Ingvard Nørregaard Svend Frømming       | 45:59,6    |

Teilnehmer aus dem deutschsprachigen Raum:
 Heinrich Heß & Kurt Zimmer (12.)
 Werner Müller & Werner Bieri (16.)
 Eugène Hanck & Roland Licker (18.)

#### Einer-Canadier1000 m
| Platz | Land | Sportler          | Zeit (min) |
| ----- | ---- | ----------------- | ---------- |
| 1     | TCH  | Josef Holeček     | 4:56,3     |
| 2     | HUN  | János Parti       | 5:03,3     |
| 3     | FIN  | Olavi Ojanperä    | 5:08,5     |
| 4     | USA  | Frank Havens      | 5:13,7     |
| 5     | SWE  | Ingemar Andersson | 5:15,0     |
| 6     | GER  | Ralf Berckhan     | 5:22,8     |
| 7     | FRA  | Jean Molle        | 5:24,1     |
| 8     | URS  | Wladimir Kotyrew  | 5:24,5     |

#### Einer-Canadier 10.000 m
| Platz | Land | Sportler        | Zeit        |
| ----- | ---- | --------------- | ----------- |
| 1     | USA  | Frank Havens    | 57:41,1 min |
| 2     | HUN  | Gábor Novák     | 57:49,2 min |
| 3     | TCH  | Alfréd Jindra   | 57:53,1 min |
| 4     | SWE  | Bengt Backlund  | 59:26,4 min |
| 5     | CAN  | Norman Lane     | 59:45,9 min |
| 6     | FIN  | Jarl Fagerström | 1:00:26,5 h |
| 7     | GER  | Franz Johannsen | 1:01:15,2 h |
| 8     | FRA  | Robert Boutigny | 1:02:21,7 h |

#### Zweier-Canadier1000 m
| Platz | Land | Sportler                       | Zeit (min) |
| ----- | ---- | ------------------------------ | ---------- |
| 1     | DEN  | Peder Rasch Finn Haunstoft     | 4:38,3     |
| 2     | TCH  | Jan Brzák-Felix Bohumil Kudrna | 4:42,9     |
| 3     | GER  | Egon Drews Wilfried Soltau     | 4:48,3     |
| 4     | FRA  | Georges Dransart Armand Loreau | 4:48,6     |
| 5     | HUN  | István Bodor József Tuza       | 4:51,9     |
| 6     | AUT  | Kurt Liebhart Engelbert Lulla  | 4:55,8     |
| 7     | USA  | John Haas Frank Krick          | 4:59,0     |
| 8     | CAN  | Arthur Johnson Tom Hodgson     | 5:01,4     |

#### Zweier-Canadier 10.000 m
| Platz | Land | Sportler                                        | Zeit (min) |
| ----- | ---- | ----------------------------------------------- | ---------- |
| 1     | FRA  | Georges Turlier Jean Laudet                     | 54:08,3    |
| 2     | CAN  | Kenneth Lane Donald Hawgood                     | 54:09,9    |
| 3     | GER  | Egon Drews Wilfried Soltau                      | 54:28,1    |
| 4     | URS  | Walentin Orischtschenko Nikolai Perewostschikow | 54:34,6    |
| 5     | USA  | John Haas Frank Krick                           | 54:42,5    |
| 6     | TCH  | Bohuslav Karlík Oldřich Lomecký                 | 55:10,9    |
| 7     | HUN  | Ernő Söptei Róbert Söptei                       | 55:35,3    |
| 8     | SWE  | Rune Blomqvist Harry Lindbäck                   | 55:41,3    |

### Frauen

#### Einer-Kajak500 m
| Platz | Land | Sportlerin                 | Zeit (min) |
| ----- | ---- | -------------------------- | ---------- |
| 1     | FIN  | Sylvi Saimo                | 2:18,4     |
| 2     | AUT  | Gertrude Liebhart          | 2:18,8     |
| 3     | URS  | Nina Sawina                | 2:21,6     |
| 4     | NED  | Lida van der Anker-Doedens | 2:22,3     |
| 5     | DEN  | Bodil Svendsen             | 2:22,7     |
| 6     | HUN  | Cecília Hartmann           | 2:23,0     |
| 7     | NED  | Marta Kroutilová           | 2:23,8     |
| 8     | GER  | Josefa Köster              | 2:25,9     |

Weitere Teilnehmerinnen aus dem deutschsprachigen Raum:
 Therese Zenz (9.)
 Elisa Sidler (VL.)